# Back Dorm Boys
Back Dorm Boys es un dúo chino que ganó fama por sus vídeos de sincronización de labios de los Backstreet Boys entre otras estrellas pop. Sus vídeos, capturados por una cámara web de baja calidad en su residencia universitaria, han sido vistos por los usuarios de Internet en China y alrededor del mundo.
Muchos de sus vídeos pueden ser vistos en YouTube, dándoles fama en YouTube.

## Historia
El fenómeno de Back Dorm Boys ha resultado un fenómeno de Internet y dio lugar a una variedad de parodias e imitaciones, incluyendo intentos de no hablantes en sincronizar los labios en letras chinas en sus vídeos. Back Dorm Boys han recibido atención de los medios en los Estados Unidos a través The Ellen DeGeneres Show.
Back Dorm Boys hicieron su primer vídeo sólo para divertirse, y se lo mostraron a sus amigos. Habían visto este tipo de vídeos, y querían intentar crear algo similar para una canción entera. Completaron su primer vídeo en marzo de 2005, después de mucho ensayo y error. Subieron el vídeo terminado a la red local en su universidad. A los otros le gustaron tanto que ayudaron a difundir los vídeos. Back Dorm Boys hicieron uso de su educación de arte en su escuela para preparar la composición, los efectos visuales y la iluminación en sus vídeos.